# ديفيد دي أرموند

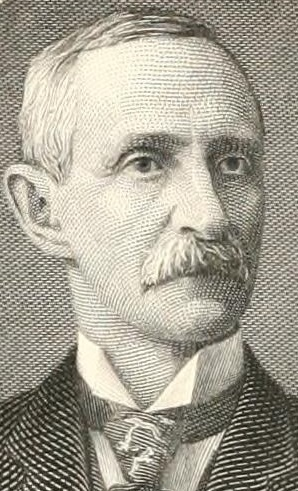
ديفيد أ. دي أرموند، عضو الكونغرس عن ميسوري.

ديفيد ألبو دي أرموند (بالإنجليزية:  David A. De Armond)‏ ‏(18 مارس 1844 - 23 نوفمبر 1909) كان نائبًا ديمقراطيًا يمثل منطقة الكونغرس الثانية عشرة في ميسوري من 4 مارس 1891 حتى 3 مارس 1893، ثم منطقة الكونغرس السادسة في ميسوري من 4 مارس 1893 حتى وفاته وهو في المنصب عام 1909.
ولد في مقاطعة بلير، بنسلفانيا، ودرس في كلية ليكومين ثم انتقل إلى دافنبورت، أيوا في عام 1866 ؛حيث درس القانون؛ وتم قبوله في نقابة المحامين في عام 1867 وبدأ الممارسة في دافنبورت. انتقل إلى ميسوري في عام 1869 واستقر في غرينفيلد، ميسوري، مقاطعة ديد، ميزوري.
كان عضوًا في مجلس شيوخ ولاية ميسوري، 1879-1883؛ ومفوض في المحكمة العليا في ميزوري، 1884 ؛ وقاضي الدائرة القضائية الثانية والعشرين في ميسوري، 1886-1890.
وخلال تواجده بالكونغرس كان أحد المديرين الذين عينهم مجلس النواب في عام 1905 لإجراء إجراءات العزل ضد تشارلز سوين، قاضي محكمة الولايات المتحدة الجزئية للمنطقة الشمالية لفلوريدا.
توفي دي أرموند مع حفيده الشاب في حريق دمر منزله الواقع في مدينة بتلر، ميزوري،  ودفن في مقبرة أوك هيل.

## روابط خارجية
- ديفيد دي أرموند على موقع فايند أغريف

- ديفيد أ. دي أرموند، ممثل متأخر من ميسوري، خطابات تذكارية ألقيت في مجلس النواب وواجهات مجلس الشيوخ 1910